# Кольбастау
Кольбастау (каз. Көлбастау, до 1992 г. — Евгеньевка) — аул в Жуалынском районе Жамбылской области Казахстана. Административный центр Мынбулакского сельского округа. Находится непосредственно юго-восточнее села им. Бауыржана Момышулы, административного центра района. Код КАТО — 314263100.

## Население
В 1999 году численность населения аула составляла 2932 человек (1446 мужчин и 1486 женщин). По данным переписи 2009 года, в ауле проживало 3434 человека (1697 мужчин и 1737 женщин).

## Уроженцы
- Момышулы, Бауыржан